# Basílio de Cesareia
Basílio de Cesareia, também chamado São Basílio Magno ou Basílio, o Grande (em grego:  Ἅγιος Βασίλειος ὁ Μέγας), foi o bispo de Cesareia, na Capadócia (atualmente a cidade de Kayseri, na Turquia), e um dos mais influentes teólogos a apoiar o Credo de Niceia. Foi também adversário das heresias que surgiram nos primeiros anos do cristianismo como religião oficial do Império Romano, lutando principalmente contra o arianismo e os seguidores de Apolinário de Laodiceia. Sua habilidade em balancear suas convicções teológicas com suas conexões políticas fez de Basílio um poderoso advogado da posição nicena.
Além de sua obra como teólogo, Basílio ficou conhecido por seu cuidado com os pobres e necessitados. Ele estabeleceu padrões para a vida monástica com foco na comunidade, na oração e no trabalho manual. Juntamente com São Pacômio, é lembrando como pai do monasticismo comunal no cristianismo oriental.
Basílio, Gregório de Nazianzo e Gregório de Níssa são conhecidos como Padres Capadócios. A Igreja Ortodoxa e a Igreja Católica Oriental agrupam Basílio com Gregório de Nazianzo e João Crisóstomo como os Três Grandes Hierarcas. Ele é reconhecido como Doutor da Igreja na tradição oriental e ocidental.

## História

### Primeiros anos e educação

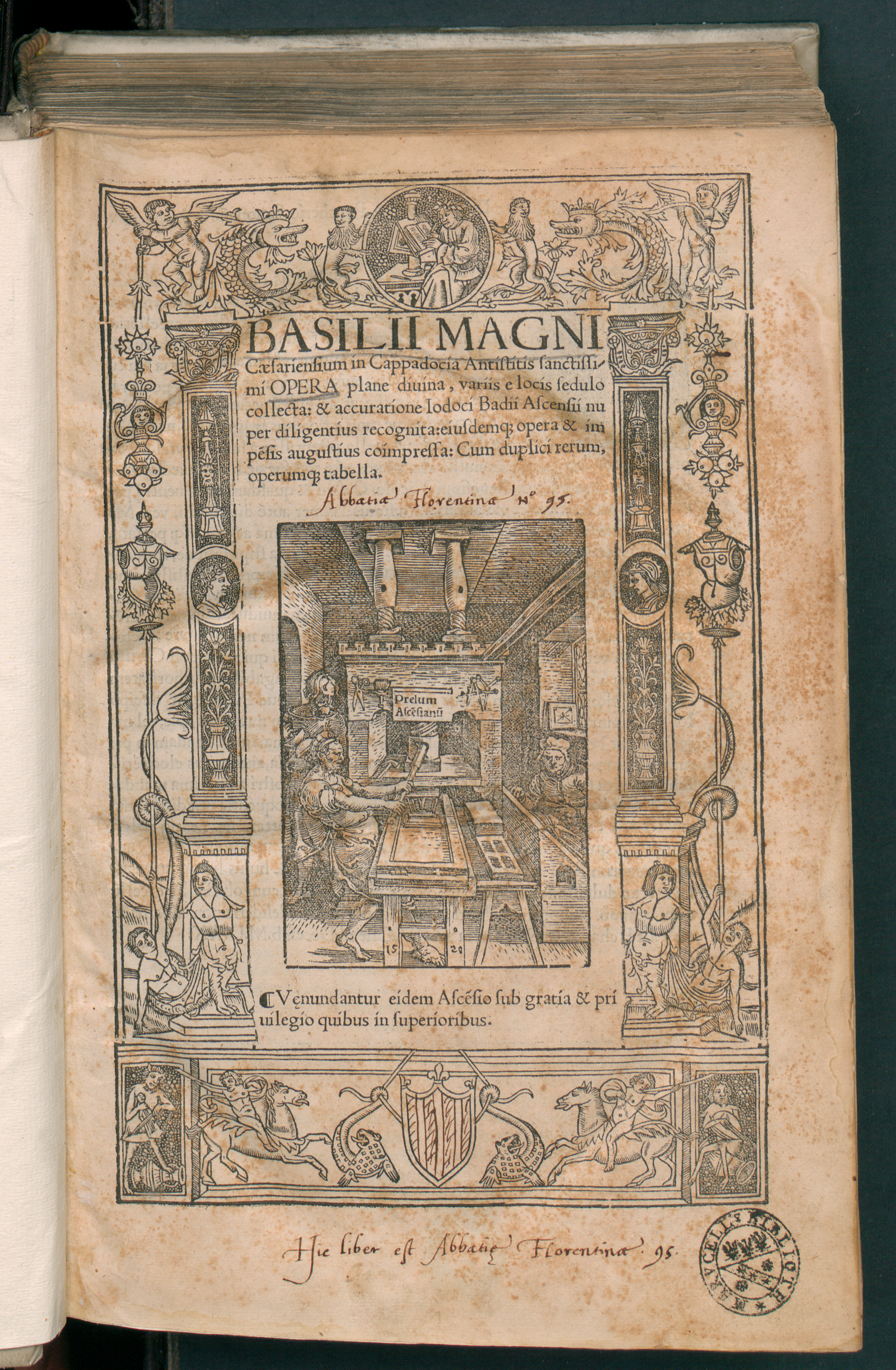
Basilii Magni Opera, 1540

Basílio nasceu na rica família de Basílio, o Velho, um famoso retórico, e Emélia por volta de 330 em Cesareia na Capadócia. Seus pais eram conhecidos por sua piedade e sua avó materna era uma mártir, executada antes da conversão de Constantino. Entre os irmãos de Basílio, quatro são geralmente venerados como santos: Macrina, a Jovem, São Naucrácio, Pedro de Sebaste e Gregório de Níssa.
Logo após o nascimento de Basílio, a família se mudou para as terras de sua avó Macrina, perto da cidade de Neocesareia. Lá, Basílio foi educado em casa por seu pai e pela avó, que havia sido aluna de Gregório Taumaturgo e acabou exercendo grande influência sobre ele. Após a morte de seu pai, ainda em sua adolescência, Basílio retornou para Cesareia para começar a sua educação formal. Lá, encontrou Gregório de Nazianzo, que se tornaria um amigo pela vida toda. Juntos, Basílio e Gregório foram estudar em Constantinopla, onde puderam ouvir as palestras de Libânio. Finalmente, os dois passaram quase seis anos em Atenas, começando por volta de 349, onde conheceram um companheiro de estudos que viria a se tornar o imperador romano Juliano, o Apóstata, grande inimigo do cristianismo.
Basílio deixou Atenas em 356 e, depois de viajar pelo Egito e Síria, retornou para Cesareia, onde, por cerca de um ano, advogou e ensinou retórica. Um ano depois, a vida de Basílio mudaria radicalmente depois de se encontrar com Eustácio de Sebaste, um bispo carismático e asceta. Basílio logo abandonou as suas profissões de docente e advogado para dedicar sua vida a Deus. Descrevendo o seu despertar espiritual, Basílio disse:
| “ | Muito tempo eu desperdicei com vaidades e gastei quase toda a minha juventude com o trabalho que tive adquirindo uma sabedoria que Deus tornou vã. Então, de repente, como alguém que acorda de um sono profundo, virei meus olhos para a maravilhosa luz da verdade do Evangelho e percebi a inutilidade da sabedoria dos príncipes deste mundo, que se transformou em nada. | ” |
|   | — Basílio de Cesareia, Epístola 223.2. |   |

### Anexos

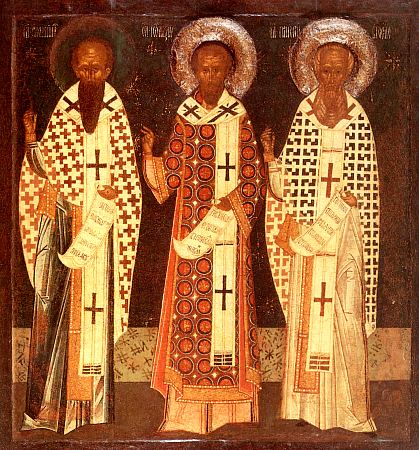
Basílio, Gregório de Nazianzo e João Crisóstomo: os Três Grandes Hierarcas da Igreja Ortodoxa (ícone russo do século XVI)

Após receber o sacramento do batismo, Basílio viajou em 357 para a Palestina, Síria e a Mesopotâmia para estudar o monasticismo e o ascetismo. Mesmo impressionado com a piedade dos ascetas eremitas, o ideal da vida de solitária contemplação tinha pouco apelo para ele. Por outro lado, ele se interessou muito pela vida religiosa comunitária. Após doar sua riqueza aos pobres, foi viver solitariamente por um curto período em Neocesareia no Íris. Basílio logo se cansou e, por volta de 359, juntou à sua volta um grupo de discípulos, incluindo seu irmão, Pedro. Juntos, fundaram um mosteiro nas terras da família perto de Anesos, no Ponto. Estavam ali também sua mãe, Emélia, já viúva, sua irmã Macrina e diversas outras mulheres que se dedicaram também à vida piedosa de oração e às obras de caridade. Eustácio de Sebaste já tinha trabalhado na região em prol da vida anacoreta e Basílio o reverenciou por isso, embora os dois divergissem sobre diversos pontos dogmáticos, o que gradualmente os separou.
Foi lá que Basílio escreveu suas obras sobre a vida monástica comunitária, que são consideradas fundamentais para o desenvolvimento da tradição monásticas na Igreja Ortodoxa e que o levaram a ser chamado de "Pai do monasticismo comunal ortodoxo". Em 358, escreveu para o seu amigo, Gregório de Nazianzo, pedindo-lhe que se juntasse a ele em Anesos. Gregório eventualmente concordou e para lá se foi; juntos, colaboraram na "Filocália", uma antologia das obras de Orígenes. Depois deste período, Gregório decidiu voltar para junto de sua família em Nazianzo.
Basílio também esteve no Concílio de Constantinopla de 360 e foi lá que se juntou pela primeira vez com os homoiousianos (vide controvérsia ariana), uma facção semi-ariana que ensinava que o Filho era de uma substância similar à do Pai, não a mesma ('tese dos homoousianos) e nem outra distinta (tese dos arianos). Entre os membros do grupo estava Eustácio, o mentor de Basílio no ascetismo. Os homoiousianos se opunham ao arianismo de Eunômio, mas se recusavam a se juntar aos que apoiavam o Credo de Niceia. Esta posição o colocou em atrito com o seu bispo, Diânio, que era um niceno convicto. Anos mais tarde, Basílio abandonaria os homoiousianos e se tornaria um defensor dos nicenos.

### Cesareia
Em 362, Basílio foi ordenado diácono pelo bispo Melécio de Antioquia. Ele foi convocado por Eusébio e foi ordenado presbítero da Igreja em 365, um ato que foi provavelmente o resultado de suas discordâncias com seus superiores eclesiásticos.
Basílio e Gregório de Nazianzo passaram os anos seguintes combatendo a heresia ariana, que ameaçava dividir a região da Capadócia. Os dois amigos entraram num período de cooperação fraternal muito próxima conforme participavam de grandes debates e disputas retóricas causados pela chegada de habilidosos teólogos e retóricos arianos na região. Quase sempre presididos por agentes do imperador Valente, Gregório e Basílio emergiram vitoriosos, confirmando para ambos que o futuro para eles estava na administração da Igreja.
Basílio assumiu uma posição na administração da Diocese de Cesareia. Relata-se que Eusébio teria se enciumado da reputação e influência que Basílio rapidamente conquistou e permitiu-lhe que voltasse para sua vida reclusa anterior. Posteriormente, porém, Gregório persuadiu Basílio a retornar, o que ele fez, e se tornou um gestor muito eficiente da diocese por muitos anos, mesmo dando quase todo o crédito a Eusébio.

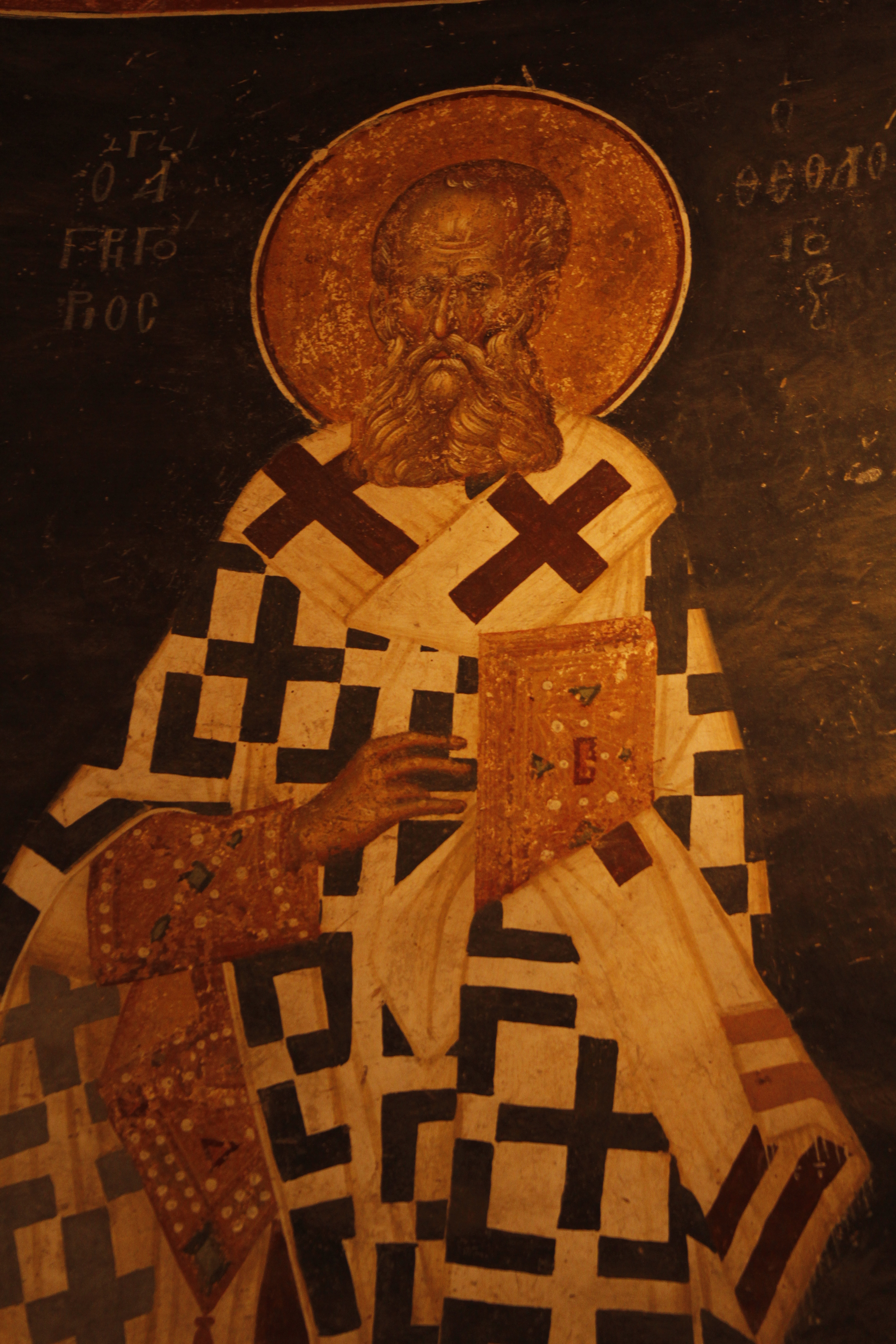
Gregório de Nazianzo, grande amigo e colaborador de Basílio, coescreveu com ele a "Filocália".
século XI. Afresco na Igreja de Chora, em Istambul.

Em 370, Eusébio morreu e Basílio foi escolhido para sucedê-lo, sendo consagrado bispo em 14 de junho de 370. Seu novo posto como bispo de Cesareia também lhe deu poderes de exarca no Ponto e bispo metropolitano de cinco bispos sufragâneos, muitos dos quais foram contra a sua eleição como sucessor de Eusébio.
Suas cartas mostram que Basílio trabalhou ativamente tentando reformar ladrões e prostitutas. Elas também mostram-no encorajando o clero a não serem tentados pelas riquezas ou pela vida comparativamente mais fácil de um padre, e que ele pessoalmente escolhia candidatos dignos das ordens sagradas. Basílio também teve a coragem de criticar funcionários públicos que falhavam na tarefa de prover a justiça ao povo e pregava todas as manhãs e tardes em sua própria igreja para grandes congregações de fiéis. E, por fim, ele construiu um grande complexo nas redondezas de Cesareia, chamado de Basilíada, que incluía um abrigo para os pobres, um hospício e um hospital.
Seu zelo pela ortodoxia doutrinária não evitou que ele visse os pontos positivos nas teses de seus adversários e, com o objetivo de manter a paz e a caridade,  contentava-se em dispensar o uso da terminologia ortodoxa quando ela podia ser evitada sem sacrificar a verdade. O imperador Valente, que era ariano, enviou seu prefeito Modesto para tentar ao menos uma solução de compromisso com a facção nicena. A contundente resposta negativa de Basílio fez com que Modesto lhe dissesse que ninguém jamais o havia tratado desta forma, ao que Basílio respondeu "Talvez você jamais teve que lidar com um bispo antes". Modesto fez seu relato a Valente afirmando acreditar que nada além de violência seria suficiente contra Basílio. O imperador aparentemente não estava inclinado a usar de violência e, em vez disso, emitiu repetidas ordens para que Basílio fosse banido, nenhuma delas efetiva. Valente então foi ele mesmo a uma celebração da liturgia da Festa da Epifania e, na época, ficou tão impressionado com Basílio que doou-lhe terras para a construção do Basiliad.
Basílio entrou em contato com o ocidente e, com a ajuda de Atanásio de Alexandria, tentou superar a sua atitude de desconfiança em relação aos homoousianos. As dificuldade tinham se acentuado quando entrou no debate a questão da essência do Espírito Santo. Embora Basílio defendesse objetivamente a consubstancialidade do Espírito com o Pai e com o Filho, ele era dos que, fiéis à tradição oriental, não tolerava que o predicado homoousios ao Pai. Por esta aproximação, ele foi admoestado pelos mais tradicionais ortodoxos, principalmente os monges, mas foi defendido por Atanásio. Ele manteve sua relação com Eustácio de Sebaste, apesar das diferenças dogmáticas. Por outro lado, Basílio foi gravemente ofendido pelos aderentes mais extremados do homoousianismo, que pareciam para ele estar revivendo a heresia sabeliana (que, no afã de defender a consubstancialidade da Trindade, beiravam eliminar a distinção entre Pai, Filho e Espírito Santo).
Ele também se correspondeu com o papa Dâmaso I na esperança de ter um bispo de Roma condenado a heresia onde quer que ela estivesse. A aparente indiferença do papa perturbou Basílio e ele se voltou para a tristeza e preocupação. É ainda tema de controvérsia o quanto ele acreditava que sé romana poderia ajudar as igrejas do oriente, com muitos teólogos católicos romanos alegando a primazia para o bispo de Roma sobre as demais igrejas, tanto em doutrina quanto em poderes eclesiásticos.

## Obras

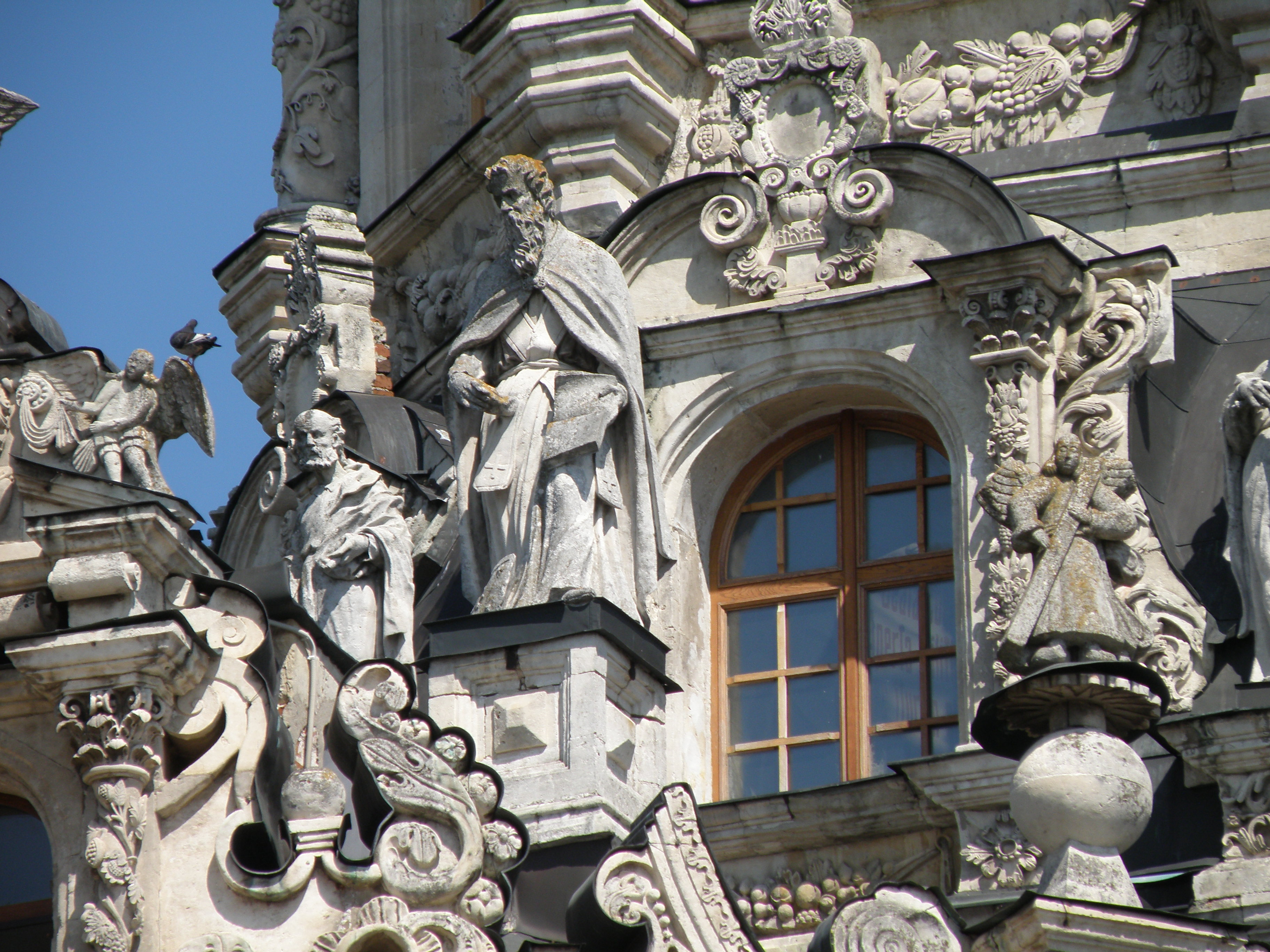
Estátua de São Basílio na Igreja da Teótoco do Sinal, em Moscou

As principais obras teológicas de Basílio são "Sobre o Espírito Santo", um lúcido e edificante apelo às Escrituras e às tradições cristãs primitivas (para provar a divindade do Espírito Santo), e "Refutação da Apologia do Ímpio Eunômio", escrita em 363 ou 364, em três volumes contra Eunômio de Cízico, o principal defensor da forma mais extremada do arianismo conhecida como anomoeanismo.
Famoso pregador, muitas de suas homilias, incluindo a série de palestras sobre a Grande Quaresma no Hexamerão ("Seis Dias"), e uma exposição sobre os Salmos foram preservadas. Algumas, como a contra a usura e a contra a carestia em 368, são valiosas pela história moral; outras ilustram a honra devida aos mártires e às relíquias; em Homilia aos jovens sobre o proveito que podem tirar da leitura dos autores profanos Basílio mostra que, além ter sido fortemente influenciado por sua educação, viu a importância ensinar a correção apreciação do escritores profanos, sobretudo, os gregos clássicos.
Em suas exegeses, Basílio foi um grande admirador de Orígenes e da necessidade da interpretação espiritual das Escrituras, como sua coedição da "Filocália" com Gregório de Nazianzo testemunha. Em sua obra sobre o Espírito Santo, ele afirma que "tomar o sentido literal e parar é como ter o coração coberto pelo véu do literalismo judaico. Lâmpadas são inúteis quando o sol está brilhando." Ele frequentemente enfatizava a necessidade de reserva em assuntos doutrinários ou sacramentais. Ao mesmo tempo, Basílio era contra as alegorias mais ousadas de alguns de seus contemporâneos. Sobre isto, ele escreveu:
| “ | Eu conheço as leis da alegoria, embora menos por meu esforço do que pelas obras de outros. Há os que, verdadeiramente, não admitem o senso comum das Escrituras, para os quais água não é água, mas alguma outra coisa, que se vê numa planta, num peixe, o que quer que desejem, que mudam a natureza dos répteis e das bestas para se adequarem às suas alegorias, como os intérpretes de sonhos que explicam visões para fazê-las servirem seus próprios propósitos | ” |
|   | — Basílio de Cesareia, Hexamerão 9.1. |   |

A maior parte de suas obras e umas outras poucas espúrias atribuídas a ele estão disponíveis no volume XXXVI da Patrologia Grega, que inclui traduções para o latim de variada qualidade. Diversas obras também apareceram no final do século XX na coleção Sources Chrétiennes.

## Legado

### Contribuições litúrgicas
A maior parte das liturgias que trazem o nome de Basílio não são inteiramente obra do santo na forma atual, mas elas preservam, ainda assim, uma lembrança da atividade de Basílio na reformulação das orações litúrgicas e na promoção da música sacra. Acadêmicos patrísticos concluíram que a chamada "Litúrgia de São Basílio" "traz, inequivocamente, a mão, a pena, a mente e o coração de São Basílio Magno".

### Influências no monasticismo

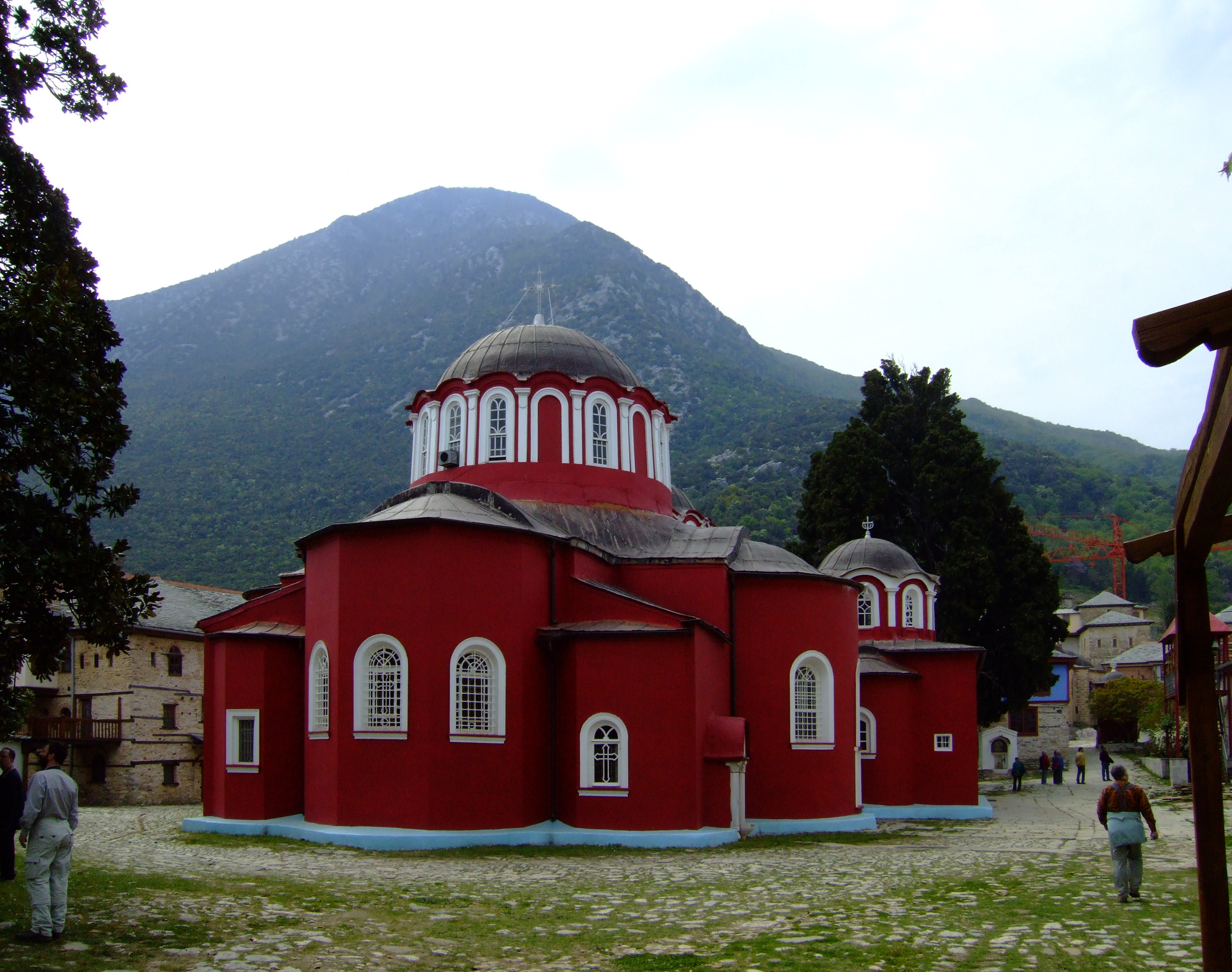
Igreja principal do Mosteiro da Grande Lavra, em Monte Atos, onde estaria preservada a cabeça de Basílio

Através de seus exemplos e ensinamentos, Basílio promoveu uma notável moderação nas práticas austeras que eram características anteriores da vida monástica. A ele também se credita a coordenação das tarefas de trabalho e oração para assegurar um balanço correto entre os dois.
Basílio é lembrado como o mais influente autor no desenvolvimento do monasticismo cristão. Não apenas ele é reconhecido como pai do monasticismo ortodoxo, mas historiadores reconhecem que o seu legado se estende também para a igreja ocidental, principalmente pela influência que ele teve sobre São Bento. Acadêmicos patrísticos, como Meredith, afirmam que o próprio Bento teria reconhecido esta influência quando ele escreveu no epílogo de sua "Regra" que seus monges, além da Bíblia, deveriam ler "as confissões dos Padres e seus institutos e suas vidas e a 'Regra de nosso Santo Padre, Basílio'".
Os ensinamentos sobre monasticismo, como aparecem suas obras, como seu Pequeno Asketikon, foram transmitidos para o ocidente por Rufino no final do século IV.
Como resultado desta influência, diversas ordens religiosas no cristianismo oriental trazem o nome de Basílio. A maior delas é a Ordem de São Basílio Magno (OSBM), que está presente no Brasil, e atende principalmente os fiéis da Igreja Católica Ucraniana, de Rito Bizantino, uma das 24 Igrejas sui iuris que fazem parte de toda a Igreja Católica. A OSBM se ocupa principalmente da educação da juventude, tendo a Faculdade São Basílio Magno, em Curitiba, do trabalho apostólico-missionário e também da imprensa. Há também a Congregação de São Basílio que homenageiam o santo e pertence à Igreja Católica de Rito Romano.

## Devoção
Há diversas relíquias de São Basílio por todo o mundo. Uma das mais importantes é a sua cabeça, que estaria preservada até hoje no Mosteiro da Grande Lavra, em Monte Atos, na Grécia.
Sobre ele, assim se manifestou o papa Bento XVI:
| “ | Na realidade, São Basílio criou uma vida monástica muito particular: não fechada à comunidade da Igreja local, mas aberta a ela. Seus monges formavam parte da Igreja particular, eram seu núcleo animador que, precedendo aos demais fiéis no seguimento de Cristo e não só da fé, mostrava sua firme adesão a Cristo - o amor a ele -, sobretudo com obras de caridade. Estes monges, que tinham escolas e hospitais, estavam ao serviço dos pobres; assim mostraram a integridade da vida cristã.. | ” |

O papa João Paulo II, falando da vida monástica, escreveu:
| “ | Muitos opinam que essa instituição tão importante em toda a Igreja como é a vida monástica ficou estabelecida, para todos os séculos, principalmente por São Basílio ou que, pelo menos, a natureza da mesma não teria ficado tão propriamente definida sem a sua decisiva aportação. | ” |